# Premiile Academiei Române pentru anul 2014
Premiile Academiei Române pentru anul 2014 au fost acordate în 16 decembrie 2016, în Aula Academiei Române.
Sunt indicate obiectul acordării premiului, cel mai adesea o lucrare, autorul acesteia și țara de reședință a autorului. În cazul în care nu este indicată țara, autorul este din România.

## I. Filologie și literatură

### Premiul „Timotei Cipariu“
- Lucrarea: Verbele dicendi în limba română din perspectivă sincronică și diacronică - Ximena-Iulia Barbu
- Lucrarea: Din istoria scrierii românești. Preliminarii teoretice. Alfabetul româno-chirilic. Vechea scriere româno-latină (1570-1830). Crearea alfabetului românesc modern - Pârvu Boerescu

### Premiul „Bogdan Petriceicu Hasdeu“
- Lucrarea: Tezaurul toponimic al României. Moldova. Vol. II. Mic dicționar toponimic al Moldovei, structural și etimologic. Partea 1. Toponime personale - Daniela Butnaru, Vlad Cojocaru, Dinu Moscal, Ana-Maria Prisacaru; revizie generală Dragoș Moldovanu[1]
- Lucrarea: Noul Atlas lingvistic român, pe regiuni. Moldova și Bucovina, vol. IV - Adrian Turculeț, Luminița Botoșineanu, Doina Hreapcă, Florin-Teodor Olariu, Veronica Olariu; coordonator Stelian Dumistrăcel[1]

### Premiul „Ion Creangă“
- Lucrarea: Romanul Beniamin - Eugen Uricaru
- Lucrarea: Romanul O vară ce nu apune - Radu Sergiu Ruba

### Premiul „Titu Maiorescu“
- Lucrarea: V. Voiculescu. Oglinzi paralele - Cornel Ungureanu
- Lucrarea: Generația orfelină (Mitografii lirice) - Adrian Dinu Rachieru

### Premiul „Lucian Blaga“
- Lucrarea: Marin Sorescu. Singur printre canonic - Cosmin Borza
- Lucrarea: Citind cărțile de azi - Dan Cristea

### Premiul „Mihai Eminescu“
- Lucrarea: Asta nu este viața mea - Marta Petreu

### Premiul „Ion Luca Caragiale“
Premiul nu a fost acordat.

## II. Științe istorice și arheologie

### Premiul „Vasile Pârvan“
- Lucrarea: Fear and Loathing in Ancient Athens. Religion and Politics during the Peloponesian War - Alexander Rubel
- Lucrarea: Sfârșitul bronzului timpuriu în regiunea dintre Carpați și Dunăre - Radu Băjenaru

### Premiul „Dimitrie Onciul“
- Lucrarea: Arta, fizionomia și circulația cărții în Transilvania secolelor XV-XVI - Sorin Crișan
- Lucrarea: Asăneștii. Istoria politico-militară a statului dinastiei Asan (1185-1280) - Alexandru Madgearu

### Premiul „George Barițiu“
- Lucrarea: The Mortuary Archeology of the Medieval Banat (10th-14th centuries) - Silviu Oța
- Lucrarea: Tiparul și cartea în Țara Românească în epoca domniilor fanariote - Daniela Lupu

### Premiul „Mihail Kogălniceanu“
- Lucrarea: Nicolae-Petrescu Comnen (1881-1958) - Diplomat - Adrian Vițalaru
- Lucrarea: Maramureșul și maramureșenii în Primul Război Mondial - Laurențiu Batin

### Premiul „Nicolae Bălcescu“
- Lucrarea: Vocația libertății. Forme de disidență în România anilor 1970-1980 - Ana-Maria Cătănuș
- Lucrarea: Ipostazele „ajutorului frățesc”. RPR și războiul din Coreea (1950-1953) - Radu Tudorancea

### Premiul „Alexandru D. Xenopol“
- Lucrarea: Basarabia în epoca modernă (1812-1918), (Instituții, regulamente, termeni) - Valentin Tomuleț (Republica Moldova)
- Lucrarea: „Dezghețul” lui N. Hrușciov și problema Basarabiei - Gheorghe E. Cojocaru (Republica Moldova)

### Premiul „Nicolae Iorga“
- Lucrarea: Memoria epigrafică în Europa Centrală și de Sud-Est (Evul Mediu și epoca premodernă) - Ioan Albu

### Premiul „Eudoxiu de Hurmuzaki“
- Lucrarea: Familiile boierești din Moldova și Țara românească. Enciclopedie istorică, genealogică și biografică, vol. I-III - Mihai Dimitrie Sturdza

## III. Științe matematice

### Premiul „Simion Stoilow“
- Lucrarea: An injectivity theorem - Florin Ambro

### Premiul „Gheorghe Lazăr“
- Grupul de lucrări: Contribuții în teoria numerelor - Vicențiu Pașol, Alexandru Popa

### Premiul „Spiru Haret“
- Lucrarea: Variational inequalities and frictional contact problems - Anca Căpățînă

### Premiul „Dimitrie Pompeiu“
- Grupul de lucrări: Metode numerice pentru ecuații din dinamica fluidelor - Ștefan Cruceanu

### Premiul „Gheorghe Țițeica“
Premiul nu a fost acordat.

### Premiul „Grigore Moisil“
- Se acordă în colaborare cu Secția de știința și tehnologia informației. Secția de științe matematice nu are propuneri.

## IV. Științe fizice

### Premiul „Dragomir Hurmuzescu“
- Grupul de lucrări: Fundamente ale mecanicii cuantice, inclusiv problema dualității undă-particulă și quantum entanglement, în contextul creșterii recente a interesului pentru quantum computing și quantum communications cu viitor atât teoretic, cât și aplicativ - Radu Ionicioiu, Thomas Jennewein, Robert B. Mann, Daniel R. Terno

### Premiul „Constantin Miculescu“
- Grupul de lucrări: Investigarea proceselor fundamentale care au loc în plasme de temperaturi joase cât și în plasme de interes termonuclear, folosind o nouă tehnică de simulare numerică numită de către autori <a posteriori Monte Carlo> - Claudiu Costin, Tiberiu M. Minea

### Premiul „Horia Hulubei“
- Grupul de lucrări: Descrierea microscopică a fisiunii reci, atât a nucleelor grele, cât și a celor supragrele - Mihail Doloris Mirea

### Premiul „Ștefan Procopiu“
- Lucrarea: Fizica Povestită - Cristian Presură

### Premiul „Radu Grigorovici“
- Grupul de lucrări: Caracterizarea și testarea materialelor de interes pentru fuziunea nucleară - Cătălin Mihai Ticoș, Corneliu Poroșnicu

## V. Științe chimice

### Premiul „Costin D. Nenițescu“
- Lucrarea: Molecule gazdă obținute selectiv prin chimie dinamică adaptativă - Mihaela Matache, Elena Bogdan, Niculina Hădade

### Premiul „I. G. Murgulescu“
- Grupul de lucrări: Flavone - sonde de fluorescență în analiza unor bio-nanosisteme - Mariana Voicescu
- Grupul de lucrări: Caracterizarea electrochimică a materialelor/Dezvoltarea de noi senzori electrochimici cu aplicații în diverse domenii - Adina Arvinte

### Premiul „Gheorghe Spacu“
- Grupul de lucrări: Cristale lichide luminescente - Viorel Cîrcu

### Premiul „Nicolae Teclu“
- Grupul de lucrări: Comportarea la coroziune a aliajelor - Ana-Maria Julieta Popescu, Virgil Cornel Constantin, Elena Ionela Neacșu

### Premiul „Cristofor I. Simionescu“
- Grupul de lucrări: Hidrogeluri sensibile la stimuli externi pentru includerea și livrarea de principii biologic active - Marieta Constantin
- Grupul de lucrări: Noi compuși și materiale dezvoltate prin implicarea segmentului siloxanic - Mihaela Alexandru

## VI. Științe biologice

### Premiul „Emil Racoviță“
- Lucrarea: Halophytes: An Integrative Anatomical Study - Marius-Nicușor Grigore, Lăcrămioara Ivănescu, Constantin Toma[1]

### Premiul „Grigore Antipa“
- Lucrarea: Applied microbiology: from plant growth promotion to new neuroprotective - Marius Ștefan
- Grup de 9 lucrări publicate în perioada 2006-2014, cu tema: Studii de taxonomie clasică, ecologie și biogeografie a comunităților de faună edafică (grupul Collembola) cu importanță în domeniul științific al biologiei solului și aplicabilitate practică în agricultură, silvicultură și conservarea mediului - Cristina Fiera

### Premiul „Emanoil Teodorescu“
- Lucrarea: Diversitatea fitosociologică a vegetației României. I Vegetația erbacee naturală; II A. Vegetația erbacee antropizată. B. Vegetația pajiștilor. III. Vegetația pădurilor și tufișurilor - Toader Chifu, Irina Irimia, Oana Zamfirescu
- Grup de 10 lucrări publicate în perioada 2004-2014, cu tema: Crioconservarea: metodă neconvențională de conservare a resurselor genetice vegetale la specii de interes socio-economic - Adela-Eugenia Halmagyi

### Premiul „Nicolae Simionescu“
Premiul nu a fost acordat.

## VII. Științe geonomice

### Premiul „Ludovic Mrazec“
- Lucrarea: Alburnite, Ag8GeTe2S4, a new mineral species from the Roșia Montană Au-Ag epithermal deposit, Apuseni Mountains, Romania - Călin G. Tămaș (România), Bernard Grobety (Elveția), Laurent Bailly (Franța), Heinz-Juergen Bernhardt (Germania), Adrian Minuț (România)

### Premiul „Simion Mehedinți“
- Lucrarea: Crișana-Maramureș. Atlas geografic al patrimoniului turistic - Alexandru Ilieș, Iuliana Baias, Ștefan Baias, Lucian Blaga, Sorin Buhaș, Aurel Chiriac, Janeta Ciocan, Mihai Dăncuș, Anca Deac, Paul Dragoș, Gheorghe Dumitrescu, Ovidiu Gaceu, Ioan Godea, Maria Gozner, Vasile Grama, Grigore Herman, Nicolaie Hodor, Peter Hurley, Dorina Camelia Ilieș, Gabriela Ilieș, Marin Ilieș, Ioana Josan, Grigore Leșe, Florin Măduță, Diana Mojolic, Cezar Morar, Martin Olaru, Marcu Stașac, Marius Stupariu, Amalia Sturza, Barbu Ștefănescu, Corina Tătar, Remus Vârnav, Mihai Vlaicu, Jan A. Wendt
- Lucrarea: Vegetația forestieră a Munților Iezer - Ionuț Săvulescu

### Premiul „Grigore Cobălcescu“
Premiul nu a fost acordat.

### Premiul „Gheorghe Munteanu-Murgoci“
Premiul nu a fost acordat.

### Premiul „Ștefan Hepiteș“
Premiul nu a fost acordat.

## VIII. Științe tehnice

### Premiul „Aurel Vlaicu“
- Lucrarea: Fundamentele creației tehnice - Vitalie Belous, Boris Plahteanu

### Premiul „Traian Vuia“
- Lucrarea: Organe de mașini - Dumitru Pop, Simion Haragâș

### Premiul „Anghel Saligny“
- Lucrarea: Modelarea comportării dispozitivelor de protecție antiseismică cu proprietăți histeretice - Ana-Maria Mitu, Marius Giuclea, Ovidiu Solomon

### Premiul „Constantin Budeanu“
- Lucrarea: Dual rotor single stator permanent magnet motors for hybrid electrical vehicles - Lucian-Nicolae Tutelea, Sorin-Ioan Deaconu

### Premiul „Henri Coandă“
Premiul nu a fost acordat.

## IX. Științe agricole și silvice

### Premiul „Ion Ionescu de la Brad“
- Lucrarea: Undemonstrative outputs of sheep breeding disclosed by biotechnologies - Marcel Paraschivescu, Marcel Theodor Paraschivescu
- Lucrarea: Sisteme de producție animală cu genotipuri Holstein friză - Constantin Găvan

### Premiul „Traian Săvulescu“
- Lucrarea: Chemical composition of vegetables and their products - Monica Butnariu, Alina Butu
- Lucrarea: Tratat de medicină veterinară, vol. VI Parazitologie veterinară - Nicolae Constantin (coordonator), Constantin Constantinoiu, Iustin Coșoroabă, Vasile Cozma, Gheorghe Dărăbuș, Ion Didă, Ion Duca, Călin Mircea Gherman, Olimpia Iacob, Marius Stelian Ilie, Mariana Ioniță, Cristian Magdaș, Narcisa Mederle, Andrei Mihalca, Dumitru Militaru, Viorica Mircean, Liviu Miron, Ioan Liviu Mitrea, Sorin Morariu, Ioan Oprescu, Eronim Șuteu, Poliana Tudor

### Premiul „Marin Drăcea“
- Lucrarea: Terminologia amenajării pădurilor - termeni și definiții în limba română - Filimon Carcea, Radu Disescu
- Lucrarea: Bazele fizice și chimice ale fenomenelor de mediu - Nicolae Doca, Gheorghe Ianoș

### Premiul „Gheorghe Ionescu-Șișești“
- Lucrarea: Particularitățile fenotipice, genotipice și de creștere ale bivolului indigen - Livia Vidu (coordonator), Răzvan Alexandru Popa, Dana Cătălina Popa, Adrian Bota (coordonator), Nicoleta-Alina Udroiu, Florin Grigore, Horațiu Bujdei, Ioana Nicolae, Vasile Băcilă, Maria Toma
- Lucrarea: Drenaje, vol. I și II - Eugen Teodor Man

## X. Științe medicale

### Premiul „Iuliu Hațieganu“
- Lucrările: Din ciclul - Mari personalități ale medicinei clujene:
  - Prof.dr.doc. Dumitru Dumitrașcu și evoluția Școlii de Gastroenterologie - Ștefania Kory Calomfirescu
  - Prof.dr.doc. Crișan Mircioiu - Ștefania Kory Calomfirescu

### Premiul „Gheorghe Marinescu“
- Lucrarea: Anatomic Markers for Human Neuronal System. Synopsis and Atlas - Gheorghe S. Drăgoi (coordonator)

### Premiul „Constantin I. Parhon“
- Lucrarea: Istoria Universală a Obstetricii și Ginecologiei - Radu Iftimovici[1], Gheorghe Berbecar, Simona Berbecar

### Premiul „Daniel Danielopolu“
Premiul nu a fost acordat.

### Premiul „Ștefan S. Nicolau“
Premiul nu a fost acordat.

### Premiul „Victor Babeș“
Premiul nu a fost acordat.

## XI. Științe economice, juridice și sociologie

### Economie

#### Premiul „Virgil Madgearu“
- Lucrarea: Cooperația în agricultură, de la argumentul istoric la transferul de cunoaștere - Gabriel Popescu

#### Premiul „Petre S. Aurelian“
Premiul nu a fost acordat.

#### Premiul „Victor Slăvescu“
Premiul nu a fost acordat.

#### Premiul „Nicolas Georgescu Roegen“
Premiul nu a fost acordat.

### Sociologie

#### Premiul „Dimitrie Gusti“
- Lucrarea: Puterea politică în România. De la comunism la noul capitalism - Iulian Stănescu

#### Premiul „Henri H. Stahl“
- Lucrarea: Destine frânte. Pagini despre românii din est (1917-1954) - Ioan C. Popa

### Științe juridice

#### Premiul „Nicolae Titulescu“
- Lucrarea: Preocupări juridice privind Uniunea Europeană - Diana-Ionela Ancheș

#### Premiul „Simion Bărnuțiu“
Premiul nu a fost acordat.

#### Premiul „Andrei Rădulescu“
Premiul nu a fost acordat.

## XII. Filosofie, teologie, psihologie și pedagogie

### Premiul „Vasile Conta“
- Lucrarea: Știință și reprezentare în arta Renașterii - Mihai Popa

### Premiul „Mircea Florian“
- Lucrarea: Cel de-al treilea sens - Ion Dur

### Premiul „Ion Petrovici“
- Lucrarea: Filosofie și creștinism. Dimensiuni filosofice și teologice - Sabin Totu

### Premiul „Constantin Rădulescu-Motru“
- Lucrarea: Cibernetică psihologică - Titi Paraschiv, Viorel Iulian Tănase (coordonatori)

### Premiul „Dumitru Stăniloae“
- Lucrarea: Monahismul ortodox din Maramureș și Transilvania Septentrională până la începutul secolului al XIX-lea - Macarie Motogna

## XIII. Arte, arhitectură și audiovizual

### Premiul „George Enescu“ în domeniul creației muzicale
- Lucrarea: „... vier, oder ... fünf ... Gefühle - Victor Colțea

### Premiul „Ciprian Porumbescu“ în domeniul muzicologiei
- Lucrarea: Cimpoiul și diavolul - Iosif Herțea (Germania)

### Premiul „George Oprescu“ în domeniul istoriei artei
- Lucrarea: Știrbey: reședințe, moșii, ctitorii - Oana Marinache

### Premiul „Ion Andreescu“ în domeniul artei plastice
- Lucrarea: Expoziția „Urme”, Palatul Mogoșoaia (2014) - Ștefan Râmniceanu (pictor)

### Premiul „Aristizza Romanescu“ în domeniul artelor spectacolului
- Lucrarea: Mein Kampf (Teatrul Național „Lucian Blaga” din Cluj) - Alexandru Dabija (regizor)
- Personaj Suzana Vrânceanu din filmul „Cuscrii” - Luminița Gheorghiu (actor)

### Premiul „Simion Florea Marian“
Premiul nu a fost acordat.

### Premiul „Duiliu Marcu“
Premiul nu a fost acordat.

## XIV. Știința și tehnologia informației

### Premiul „Mihail Drăgănescu“
- Grup de șase lucrări: Contribuții la prelucrarea automată a limbii române - Tiberiu Boroș, Ștefan Daniel Dumitrescu
- Grup de lucrări: Tehnologia limbajului vorbit (Recunoașterea vorbirii) - Corneliu Burileanu[1], Horia Cucu

### Premiul „Tudor Tănăsescu“
- Grup de patru lucrări: Automatizare avansată - Gheorghe-Daniel Andreescu
- Grup de șase lucrări: Nanomateriale pentru aplicații în electronica moleculară și stocarea energiei electrice - Sorin Melinte, Alexandru Vlad

### Premiul „Gheorghe Cartianu“
- Lucrarea: Rezonatoare de microunde cu unde acustice de suprafață, funcționând ca senzori de temperatură ultrasensibili - Alexandru Muller[1], Adrian Dinescu, Alexandra Ștefănescu, Ioana Giancu, George Kostantinidis[1], Antonis Stavrinidis
- Grup de nouă lucrări: Optimizarea comunicației prin rețele ad-hoc centrate pe oameni - Ciprian Dobre, Radu Ioan Ciobanu

### Premiul „Grigore Moisil“
Se acordă în colaborare cu Secția de științe matematice.
- Grup de trei lucrări: Contribuții la optimizarea sistemelor fuzzy - Radu-Emil Precup[1], Radu-Codruț David, Emil M. Petriu, Ștefan Preitl[1], Mircea-Bogdan Rădac